# Paul Rechsteiner
Paul Rechsteiner (Sankt Gallen, 26 augustus 1952) is een Zwitsers voormalig advocaat en politicus voor de Sociaaldemocratische Partij van Zwitserland (SP/PS) uit het kanton Sankt Gallen.

## Biografie
De politieke carrière van Paul Rechsteiner begon in de gemeenteraad van Sankt Gallen, waar hij zetelde tussen 1977 en 1984. Hij was lid van de Kantonsraad van Sankt Gallen van 1984 tot zijn verkiezing tot lid van de Nationale Raad in 1986. Daar zou hij gedurende 25 jaar zetelen, tot aan de parlementsverkiezingen van 2011. Aan het einde van zijn mandaat in de Nationale Raad was hij de ouderdomsdeken van deze parlementaire vergadering.

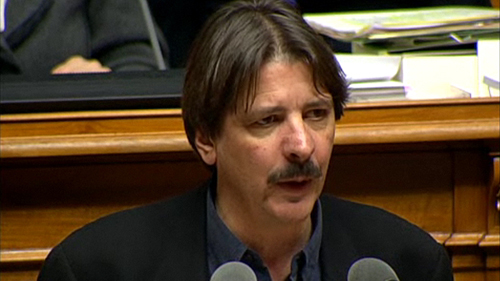
Paul Rechsteiner tijdens een debat in de Nationale Raad in 2008.

Op 23 februari 2011 maakte hij zijn kandidatuur bekend als Kantonsraadslid voor de parlementsverkiezingen van 2011. In de eerste ronde werd enkel Karin Keller-Sutter verkozen. De tweede zetel van Sankt Gallen zou in een tweede ronde worden toegewezen. Hoewel hij pas op de vierde plaats was geëindigd in de eerste ronde, werd in de tweede ronde op 27 november toch verkozen met 54.616 stemmen tegenover 53.308 stemmen voor SVP/UDC-voorzitter Toni Brunner. Bij de parlementsverkiezingen van 2015 en die van 2019 geraakte hij herverkozen in de Kantonsraad. Eind 2022 beëindigde hij zijn politieke loopbaan.
Van 1998 tot 2019 was Rechsteiner tevens voorzitter van de Zwitserse Federatie van Vakverenigingen.

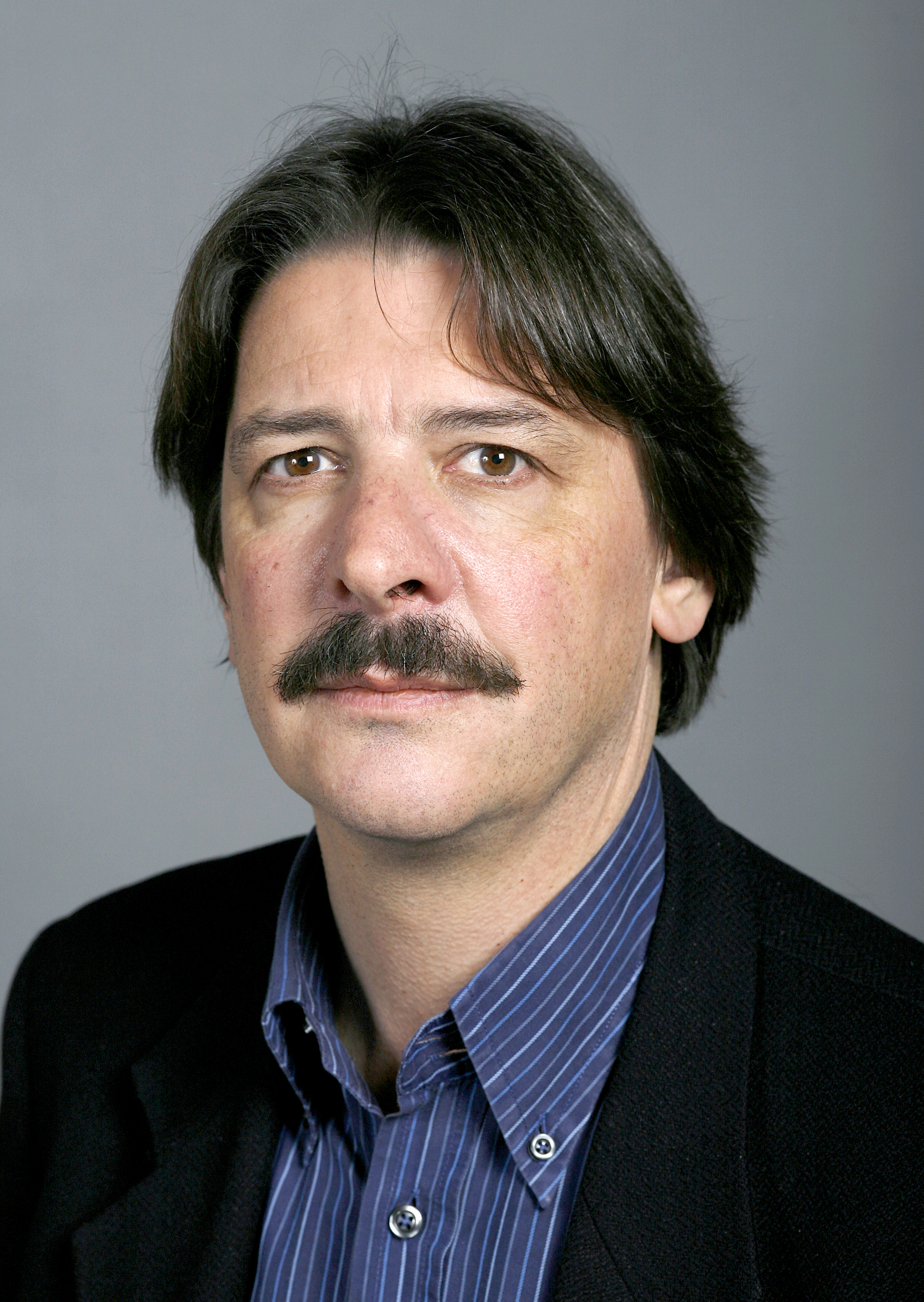
Paul Rechsteiner in 2007.